# György Grozer
György Grozer Junior (Budapeste, 27 de novembro de 1984) é um jogador de voleibol húngaro naturalizado alemão que atua na posição de oposto.

## Carreira

### Clube
O voleibol já estava presente em sua vida, pois, é filho de Georg Grozer I, que foi ex-jogador e treinador de voleibol. Em 1992, ingressou nas categorias de base no Vasas SC, onde atuou por seis temporadas consecutivas. Em 1998, transferiu-se para o Dunaferr Sportegyesület, até ser promovido ao time titular  e estreou na primeira divisão húngara no período de 2000-01.
Na temporada de 2001-02, reforçou a equipe do Fino Kaposvár, obtendo a primeira conquista da carreira, sagrou-se campeão da Copa da Hungria. Na temporada 2002-03, transferiu-se para o voleibol alemão, atuando pela equipe do Moerser SC por seis temporadas na 1ª Bundesliga, e durante estes períodos foi contratado para reforçar em abril de 2008 o Esse-ti Carilo Loreto, ou seja, no final da temporada 2007–08 na Série A2 italiana. Nos períodos de 2008-09 e 2009-10, sagrou-se campeão nacional alemão pelo VfB Friedrichshafen.
Na temporada 2010–11, foi jogar na liga polonesa, pelo Asseco Resovia Rzeszów terminando em terceiro na Liga A Polonesa, e obteve o título da Liga A Polonesa de 2011-12, sendo o melhor sacador com 69 pontos de saque e maior pontuador com 553 pontos, e o vice-campeonato da Copa CEV. Na temporada 2012-13, disputou a Superliga Russa pelo Belogorie Belgorod, permanecendo por três temporadas, resultando na conquista de uma Superliga, duas Copas da Rússia,  duas Supercopas da Rússia, além dos títulos da Liga dos Campeões da Europa de 2013-14 e do Mundial de Clubes de 2014 em Belo Horizonte. Em 2015, representou o clube catari do Al-Jaish.
Na temporada 2015-16, transferiu-se para o Samsung Bluefangs, terminando na terceira posição da da V-League, sul-coreana, e mesmo assim recebeu o prêmio de melhor jogador (MVP) do segundo turno e melhor oposto da competição, registrando um recorde de 15  pontos de saques. Na jornada seguinte, chegou à China, atuando pelo Shanghai Golden Age, conquistando o quarto lugar no Campeonato Asiático de Clubes de 2016 e foi premiado como melhor oposto; voltou ao Catar para defender o Al-Arabi, quando conquistou a Copa do Catar de 2017 e  vice-campeão da Copa do Emir de 2017., conquistou a medalha de bronze do Campeonato Asiático de Clubes de 2017, sendo premiado como melhor oposto.
Nas competições de 2017-18, disputou a Superliga Russa pelo Lokomotiv Novosibirsk, ainda na temporada trocou de time, após acordo entre os clubes, e em 2018 atuou pelo Belogorie Belgorod; permanecendo em solo russo,  com outro time, o Zenit São Petersburgo, e na jornada de 2018-19, disputou as quartas de finais na Liga dos Campeões da Europa, vice-campeão da Copa da Rússia  e da Supercopa Russa, além do quarto lugar na Superliga. No período seguinte, sagrou-se vice-campeão da Copa da Rússia e o quinto lugar na Superliga Russa.
Após doze anos, retorna ao voleibol italiano, sendo contratado pelo Gas Sales Bluenergy Piacenza na temporada de 2020-21. E de 2021 a 2023, representou o Vero Volley Monza conquistando a Copa CEV de 2021-22. Na temporada de 2023-24, transferiu-se para o voleibol turco, atuando pelo time Arkas Spor.

### Seleção
Já representou seleção húngara, de 2002 a 2006, posteriormente obteve a cidadania alemã, em 2007 foi convocado pela primeira vez para a seleção alemã, com a qual conquistou posteriormente o quarto lugar na Liga Europeia de 2008, sendo o maior pontuador, e a medalha de ouro na Liga Europeia de 2009, premiado como melhor bloqueador. Competiu pela seleção alemã nos Jogos Olímpicos de 2012, registrando um recorde de 39 pontos em um jogo, conquistou o vice-campeonato no Memorial Hubert Wagner 2012 e também no Campeonato Mundial de 2014 obtendo a inédita medalha de bronze.
Em 2016 após o qualificatório europeu para os Jogos Olímpicos, anunciou que deixaria de defender a seleção alemã, porém em no ano seguinte muda de ideia e disputa o qualificatório para o Campeonato Mundial de 2018, mas o time alemão não conseguiu vaga para o torneio. Levou ainda a Alemanha a uma inédita medalha de prata no Campeonato Europeu de Voleibol Masculino de 2017 sendo eleito o melhor oposto da competição.Ele liderou a seleção nacional à vitória no torneio de qualificação realizado no Brasil para os Jogos Olímpicos de 2024, tal feito lhe rendeu pela sexta vez o prêmio de jogador do ano, nos anos de 2010, 2011, 2012, 2013, 2014 e 2023.

### Vida pessoal
Foi casado com a polonesa Violetta, com quem teve duas filhas, a voleibolista Leana Grozer e Loreen, tem dois irmãos que também são jogadores de voleibol, Dora Grozer e Tim Grozer
Em 2024, casou-se com a voleibolista tcheca Helena Havelková, com quem estava se relacionando desde 2017.

## Títulos
Fino Kaposvár
- Copa da Hungria: 2002

VfB Friedrichshafen
- Campeonato Alemão: 2008–09, 2009–10

Asseco Resovia Rzeszów
- Campeonato Polonês: 2011–12

Belogorie Belgorod
- Mundial de Clubes: 2014
- Liga dos Campeões da Europa: 2013-14
- Superliga Russa: 2012-13
- Superliga Russa: 2013, 2014
- Copa da Rússia: 2012, 2013

Al-Arabi
- Copa do Catar: 2016, 2017

Shanghai Golden Age
- Campeonato Chinês: 2017

Vero Volley Monza
- Copa CEV: 2021-22

## Clubes
| Anos      | Clube                        |
| --------- | ---------------------------- |
| 1992–1998 | Vasas SC                     |
| 1998–2001 | Dunaferr Sportegyesület      |
| 2001–2002 | Fino Kaposvár                |
| 2002–2008 | Moerser SC                   |
| 2008–2008 | Esse-ti Carilo Loreto        |
| 2008–2010 | VfB Friedrichshafen          |
| 2010–2012 | Asseco Resovia Rzeszów       |
| 2012–2015 | Belogorie Belgorod           |
| 2015–2015 | Al-Jaish                     |
| 2015–2016 | Samsung Bluefangs            |
| 2016–2017 | Shanghai Golden Age          |
| 2017–2017 | Al-Arabi                     |
| 2017–2018 | Lokomotiv Novosibirsk        |
| 2018–2018 | Belogorie Belgorod           |
| 2018–2020 | Zenit São Petersburgo        |
| 2020–2021 | Gas Sales Bluenergy Piacenza |
| 2021–2023 | Vero Volley Monza            |
| 2023–2024 | Arkas Spor                   |

## Prêmios individuais
- 2023: Federação Alemã – Jogador do Ano
- 2017: Campeonato Europeu – Melhor oposto
- 2017: Campeonato Asiático de Clubes – Melhor oposto
- 2016: Campeonato Asiático de Clubes – Melhor oposto
- 2015-16: V-League (Coreia do Sul) – Melhor oposto
- 2015-16: V-League (Coreia do Sul) – MVP do 2° turno
- 2014: Federação Alemã – Jogador do Ano
- 2013: Federação Alemã – Jogador do Ano
- 2012: Federação Alemã – Jogador do Ano
- 2011: Federação Alemã – Jogador do Ano
- 2010: Federação Alemã – Jogador do Ano
- 2009: Liga Europeia – Melhor bloqueio
- 2008: Liga Europeia – Maior pontuador